# Autobusna linija br. 221 u Zagrebu
Linija 221 (Glavni kolodvor – Travno) dnevna je autobusna linija u Zagrebu.
Prometuje svaki dan na trasi: Glavni kolodvor – Trg Stjepana Radića – Ulica Hrvatske bratske zajednice – Most slobode – Avenija Većeslava Holjevca – Islandska ulica – Ukrajinska ulica – Travno (Ulica Božidara Magovca ↺). Početno-krajnje stajalište u Travnom je Francevljev prilaz.
Jedna je od autobusnih linija koja povezuje Novi Zagreb s Glavnim kolodvorom gdje se ostvaruje presjedanje na vlak ili tramvaj. Ulazi u samo Travno, dok prolazi uz Siget, Sopot i Utrinu.

## Vanjske poveznice
- Vozni red linije 221

1. ↑  Datoteke u GTFS formatu. zet.hr. Pristupljeno 5. lipnja 2025. - Sadrži informacije tijela javne vlasti u skladu s Otvorenom dozvolom